# CrunchBang Linux
CrunchBang Linux (parfois simplement désignée par "#!" en raison de son logo) est une distribution Linux anciennement basée sur Ubuntu (2008) et ensuite basée sur Debian depuis la version 10 (2011).
Elle utilise le gestionnaire de fenêtres Openbox (la version Xfce n'est plus supportée pour l'instant) et est donc particulièrement adaptée pour de vieux ordinateurs ou pour les netbooks.
Mais elle séduit aussi un grand nombre de possesseurs d'ordinateurs de bureau classiques actuels grâce à son ergonomie, sa légèreté et de fait sa consommation réduite de mémoire vive.
Crunchbang est distribuée sous forme de Live CD installable.
Un site international (anglais) et un site francophone sont disponibles.
Le 6 février 2015, Philip Newborough annonce qu'il arrêtait le développement de CrunchBang, il estime qu'elle n'a plus d'intérêt à la suite de l'apparition de Lubuntu et de Debian LXDE. Plusieurs développeurs francophones de CrunchBang rejoignent HandyLinux.

## Caractéristiques
Crunchbang Linux est conçue pour offrir un bon équilibre entre vitesse, ergonomie, et aspect minimal.
Basée sur Debian, elle bénéficie de sa stabilité et de ses très nombreux paquets fournis dans les dépôts APT.
L'installation se simplifie à chaque nouvelle version, et la francisation se fait de plus en plus facilement dès l'installation.
À l'instar d'Ubuntu, Crunchbang inclut certaines applications et bibliothèques non-free ou patent encumbered tels que le support sans manipulation de certains formats multimedia dont MP3, Adobe Flash aussi bien que le DVD.
CrunchBang remplace également quelques applications qui sont incluses par défaut dans Debian telles que:
- Le gestionnaire de fenêtres Openbox à la place de l'environnement de bureau GNOME.
- Thunar est utilisé comme explorateur de fichier
- AbiWord et d'autres composants bureautique à la place de LibreOffice qui reste toutefois installable en un clic.
- CrunchBang utilise un thème GTK, un jeu d'icônes et des fonds d'écran par défaut différents.
- CrunchBang possède un script post-installation (accessible grâce à la commande 'cb-welcome') qui permet d'installer des outils et logiciels en plus (comme le serveur d'impression CUPS ou la suite LibreOffice) pour un système prêt à l'emploi selon ses envies et cela très rapidement.

## Éditions
CrunchBang Linux existe en édition stable (Waldorf 32 ou 64 bits) basée sur Debian Wheezy.
Elle inspire également une édition pour le Raspberry Pi dénommée PI Bang.

## Successeurs

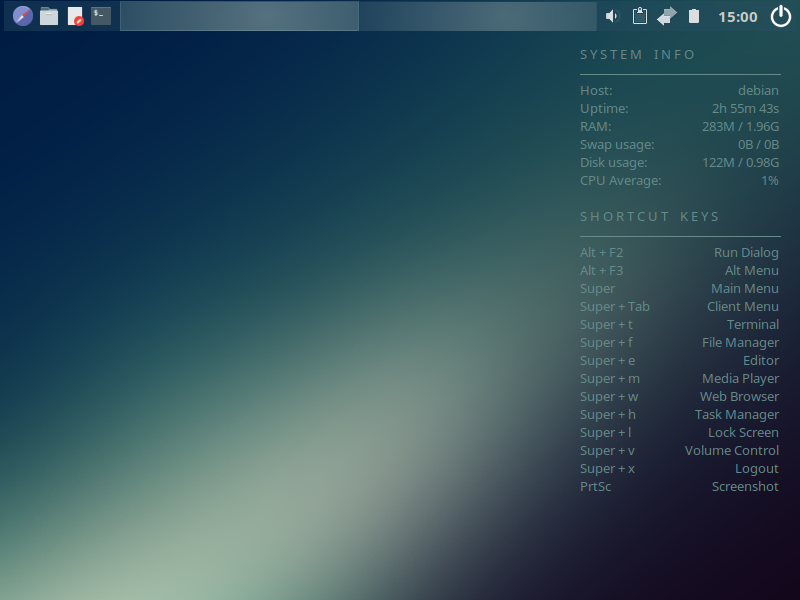
Interface de BunsenLabs.

### Bunsenlabs
Le 9 septembre 2015, la communauté annonce la continuation du projet sous le nom BunsenLabs. Entre le 17 et le 30 septembre 2015, le domaine de CrunchBang a commencé à rediriger vers BunsenLabs.
BunsenLabs Linux est basé sur la version stable Debian 9 (Stretch) . C'est l'une des rares distributions live modernes basées sur Debian qui offre encore une édition CD prenant en charge les systèmes 32 bits, avec à la fois le système X Window et une version moderne de Firefox, rendant la distribution utile pour fonctionner sur de vieux ordinateurs avec à peine 1 Go de mémoire RAM.
La dernière version, basée sur Debian 10, est sortie le 2 août 2020.Wikipedia

### CrunchBang ++
CrunchBang PlusPlus (#! ++) a été développé elle aussi en réponse à l'annonce de Newborough de la fin de CrunchBang. Cette distribution est actuellement basée sur Debian Buster (version 10.1). La version 1.0 a été annoncée le 29 avril 2015. La dernière version basée sur Debian 10.0 a été publiée le 8 juillet 2019.

### CrunchBang-Monara
CrunchBang-Monara est un autre successeur de CrunchBang. Il est basé sur la version stable Debian 8.